# Daniela Tarazona
Daniela Tarazona Velutini (Ciudad de México, 23 de junio de 1975) es una escritora mexicana. En 2022 obtuvo el Premio Sor Juana Inés de la Cruz, que se otorga a autoras de una novela publicada originalmente en español, por su novela Isla Partida.

## Biografía
Tarazona es narradora y ensayista. Estudió la licenciatura en Literatura latinoamericana en la Universidad Iberoamericana y su trabajo de titulación fue sobre la novela La hora de la estrella de Clarice Lispector. Realizó cursos de posgrado en vanguardia y postvanguardia en la literatura española e hispanoamericana en la Universidad de Salamanca. Fue jefa de redacción del suplemento Hoja por hoja del periódico Reforma y ha sido colaboradora de las revistas Luvina, Letras Libres, Crítica y Renacimiento (Sevilla, España) y de los suplementos Laberinto del periódico Milenio Diario y El Ángel del periódico Reforma. En el periodo 1999-2001 fue becaria de la AECID y en el periodo 2006-2007 fue beneficiaria del programa Jóvenes Creadores del FONCA en la categoría Novela.
Su primera novela, El animal sobre la piedra, fue publicada en México por la editorial Almadía (2008) y en Argentina por la editorial Entropía (2011). El beso de la liebre, su segundo libro, fue publicado por Alfaguara (2012) y fue finalista del premio Las Américas (Puerto Rico) en 2013. En 2021, publicó su tercera novela Isla partida en Almadía, con la que obtuvo el Premio de Literatura Sor Juana Inés de la Cruz. Esta novela tuvo una adaptación teatral en 2024 bajo la dirección de Andrea Segura Olavarría, la cual tuvo su estreno durante el III Festival Internacional de Literatura Latinoamericana KM América en Barcelona.
En 2009, Nostra Ediciones publicó su ensayo titulado Clarice Lispector, bajo la Colección Para Entender, y en 2020 publicó el libro ilustrado Clarice Lispector: La mirada en el jardín (Lumen), en colaboración con la ilustradora Nuria Meléndez.

## Obras
- Isla Partida (2021)
- Clarice Lispector: La mirada en el jardín (2020)
- "La Bestia libre", en el audiolibro Historias de fiestas y psicópatas
- "Al otro lado del río. Sudáfrica 2010", en Breve Historia del Ya Merito (2018), editado por Rodrigo Márquez Tizano
- El beso de la liebre (2012)
- El animal sobre la piedra (2008)